# Гідрогеологія Японії
У гідрогеологічному відношенні територія Японії поділяється на систему артезіанських басейнів, представлених невеликими западинами, заповненими відкладами кайнозою і гірськими спорудами, які їх обрамовують. Підземні води гірського складчастого обрамлення западин ультрапрісні (мінералізація бл. 0,1 г/л). Палеогенові і міоценові відклади артезіанських басейнів характеризуються слабкою проникністю і водоносністю. Пліоценові піски і пісковики більш водоносні. Дебіти свердловин досягають 12 л/с. Для всього розрізу неогену характерне поширення мінералізованих (3-35 г/л), термальних підземних вод. Основні ресурси прісних підземних вод у западинах пов'язані з четвертинними відкладами потужністю до 250–300 м. Водовмісними є висоководоносні горизонти пісків і галечників. Дебіти свердловин глибиною 30–330 м становлять 5,6–63 л/с, питомі дебіти — 0,9–39,4 л/с. Води напірні, п'єзометричні рівні встановлюються на декілька м нижче і вище поверхні Землі. Мінералізація води не перевищує 0,5 г/л. Сумарні ресурси підземних вод четвертинних відкладів 5–10·104 м³/рік. Вони експлуатуються численними (1500 в Токіо, понад 500 в Осаці) свердловинами. На території Японії є понад 10 тис. груп термальних джерел, води яких широко використовуються в бальнеологічних цілях та в господарчій діяльності.